# Rogoźnik (Silésie)
Pour les articles homonymes, voir Rogoźnik.
Rogoźnik est une localité polonaise de la gmina de Bobrowniki, située dans le powiat de Będzin en voïvodie de Silésie.